# Подсмардзево
Подсмардзево (пол. Podsmardzewo) — село в Польщі, у гміні Сохоцин Плонського повіту Мазовецького воєводства.
Населення — 68 осіб (2011).
У 1975-1998 роках село належало до Цехановського воєводства.

## Демографія
Демографічна структура станом на 31 березня 2011 року:
|          | Загалом | Допрацездатний вік | Працездатний вік | Постпрацездатний вік |
| -------- | ------- | ------------------ | ---------------- | -------------------- |
| Чоловіки | 34      | 4                  | 27               | 3                    |
| Жінки    | 34      | 6                  | 17               | 11                   |
| Разом    | 68      | 10                 | 44               | 14                   |